# Hydria (bướm đêm)
Hydria là một chi bướm đêm thuộc họ Geometridae. Hiện tại nó được coi là đồng nghĩa của Rheumaptera.